# 小鰭鏢鱸
小鰭鏢鱸為輻鰭魚綱鱸形目鱸亞目河鱸科的其中一種，分布於美國田納西河流域，體長可達8.9公分，棲息在岩石或沙底質的溪流、池塘，雌魚將卵產在岩石背面，由雄魚守護。